# Serraca referendaria
Serraca referendaria là một loài bướm đêm trong họ Geometridae.